# البنك الهندي
البنك الهندي هو بنك قطاع عام هندي ، تأسس عام 1907 ومقره في تشيناي ، الهند. يخدم أكثر من 100 مليون عميل مع توظيف 41،645 موظفًا و إنتشار شبكة فروع من 5،814 فرعًا مع 4،929 جهاز صراف آلي وآلات إيداع نقدي. تم لمس إجمالي أعمال البنك 1094752 كرور روبية هندية (180 مليار دولار أمريكي) اعتبارًا من 31 مارس 2023.
تم اعتماد أنظمة المعلومات والعمليات الأمنية بالبنك لتلبية معايير
أيزو/أي إي سي 27001: 2013. لديها فروع خارجية في كولومبو وسنغافورة بما في ذلك وحدات مصرفية بالعملات الأجنبية في كولومبو وجافنا . لديها 227 فرع بنوك كمراسلات خارجية في 75 دولة. منذ عام 1969 ، تمتلك حكومة الهند البنك. وفقًا للإعلان الصادر عن وزير المالية الهندي نيرمالا سيترامان في 30 أغسطس 2019 ، اندمج بنك الله أباد اعتبارًا من 1 أبريل 2020 ، مما يجعل البنك الهندي الآن سابع أكبر بنك في البلاد.